# 自由島
自由島（英語：Liberty Island），舊稱貝德羅島（Bedloe's Island），是位於美国纽约港內的無人島，因岛上矗立着自由女神像而闻名世界。「自由島」這個名稱雖然自20世紀早期就已經開始使用，但直到1956年才成為正式名稱。该岛與埃利斯島相鄰，由美國國家公園管理局管理。1966年通过的法律确定自由女神像、自由岛和埃利斯島一起加入美国国家史迹名录。1800年紐約州議會將該島讓渡給聯邦政府後，該島曾作為軍事設施使用。
此島是紐約州紐約市曼哈頓區的飛地，行政上屬於紐約州，全島受新澤西州澤西市的管轄水域包圍。